# Vitos
Vitos es una parroquia y una entidad de población española del municipio de Grandas de Salime, en la comunidad autónoma de Asturias. 

## Geografía
Está situado a 10 km de la capital del concejo, Grandas.

## Historia
Hacia mediados del siglo XIX, el lugar, por entonces perteneciente a la parroquia de Grandas de Salime, tenía contabilizada una población de 145 habitantes. Aparece descrito en el decimosexto y último volumen del Diccionario geográfico-estadístico-histórico de España y sus posesiones de Ultramar de Pascual Madoz con las siguientes palabras:

VITOS: l. en la prov. de Oviedo, ayunt. y felig. de San Salvador de Grandas de Salime (V.). pobl.: 29 vec., 145 almas.
(Madoz, 1850, p. 353)

## Geografía humana

### Organización territorial
La parroquia está conformada por las siguientes entidades de población:
- Brualla
- Magadán
- Vitos
- El Molín de Vitos

### Demografía
En 2023, la entidad colectiva de población tenía empadronados veintisiete habitantes y la entidad singular de población, diecinueve.

## Patrimonio
Su templo parroquial está dedicado a san Juan Bautista.